# Tulipa eichleri
Tulipa eichleri är en liljeväxtart som beskrevs av Eduard August von Regel. Tulipa eichleri ingår i släktet tulpaner, och familjen liljeväxter. Inga underarter finns listade.